# Paralebbeus zotheculatus
Paralebbeus zotheculatus is een garnalensoort uit de familie van de Hippolytidae. De wetenschappelijke naam van de soort is voor het eerst geldig gepubliceerd in 1986 door Bruce & Chace.